# Padres e hijos
Padres e hijos – kolumbijska komediowa opera mydlana, emitowana od 15 maja 1993 do 21 sierpnia 2009 roku. Wyemitowano ponad 3880 odcinków. Akcja serialu skupiała się na typowej średniozamożnej rodzinie Franco, mieszkającej w Bogocie. Była to jedyna tak długa opera mydlana w kraju, w którym dominują telenowele.